# Mandoble

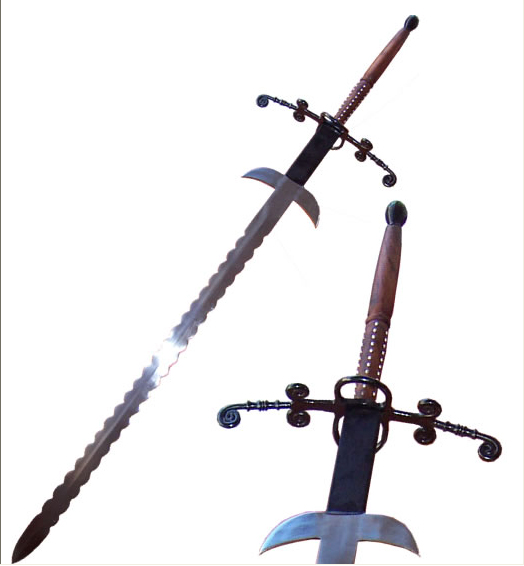
Detalles de un mandoble flamígero.

El Mandoble es un término ambiguo para describir a una espada de considerable peso (de 2 a 4 kilogramos / 4.4 a 8.8 libras) y grandes dimensiones (de 1.4 a 2.1 metros / 4.6 a 7 pies), que debe ser manejada con ambas manos para hacerlo con velocidad. Se empleó en combate en los siglos XV y XVI empleada en el combate a pie, pensada para atacar eficazmente las armaduras de placas y cotas de malla, provocando en ocasiones fracturas o hematomas graves sin necesidad de perforar la armadura. Sin embargo, su objetivo principal consistía en romper las filas de piqueros acorazados para permitir una ofensiva mayor, como las cargas de caballería.
La empuñadura de los mandobles medía aproximadamente una quinta o cuarta parte del total del arma, estaban dotados de guardia de largos gavilanes en cruz y solían estar rematadas por un pomo esférico o redondo, con lo que la muñeca izquierda podía rotar encima, lo cual permitía asestar rápidos golpes y estocadas a una distancia más que respetable. Estas espadas se podían esgrimir también con una mano en la empuñadura y otra sobre el primer tercio que no tenía filo, de forma que permitía un manejo correcto a corta distancia. Con el fin de potenciar este posible uso, o minimizar sus contrapartidas, se solían dotar también de púas en el inicio del filo, a modo de falsaguarda, para mejorar el agarre, evitar que la mano se deslizara hasta el filo y para prevenir que fuera la espada del adversario la que se deslizara por el filo hasta alcanzarle la mano.
Algunos tenían la hoja serpenteante, aparentemente para potenciar la capacidad de corte-tajo, debido a su peso y al impedir que esta se deslizara libremente, frenado por la forma de S de la hoja, si bien es probable que se trate de una simple concesión al arte. [cita requerida]
Si bien a muchas espadas de mano y media se las ha llamado mandobles, como también se les ha atribuido demás nombres genéricos (espada larga, montante, espada bastarda, espadón), parece ser que hubo un tipo de espada de este tipo, de grandes dimensiones, surgida en Europa por el siglo XV que fue conocido con el nombre de mandoble.

## Orígenes
El mandoble parte de la espada larga del período medieval tardío; Su creación viene de una tendencia europea a incrementar el tamaño y peso de las espadas con el propósito de fácilmente manipular e incluso cortar las picas del enemigo. Su uso se popularizó principalmente en el Sacro Imperio Romano (hoy en día Alemania, Austria, Bélgica, Eslovenia, Francia, Italia, Liechtenstein, Luxemburgo, Polonia, República Checa, y Suiza), siendo portada comúnmente por mercenarios suizos y lansquenetes alemanes durante el renacimiento, particularmente a finales del siglo XV y a través del siglo XVI. 

## El ocaso del mandoble
Con la proliferación de las primeras armas de fuego la manera de hacer la guerra cambió drásticamente: los fusiles con bayoneta suplantaron a las picas y se hizo preferible mayor movilidad antes que más armadura, pues ya no era protección eficiente contra las armas de fuego, con lo que el papel del mandoble se hizo innecesario. Probablemente la práctica desaparición de este tipo de armas de los campos de batalla coincidiera con la difusión del término mandoble como nombre genérico para espadas a dos manos. [cita requerida]